# أبو علي الدقاق النيسابوري
أبو علي الدقاق هو الحسن بن علي بن محمد النيسابوري الأصل الزاهد العارف شيخ الصوفية صحب الأستاذ أبا القسم النصر آباذي وكان شيخ أبي القاسم القشيري والقشيري تزوج بابنته فاطمة. وتوفي في ذي الحجة سنة 405 هـ.
كان يعظ ويتكلم على الأحوال والمعرفة يقول صاحب شذرات الذهب نقلا عن «الكواكب الدّريّة في تراجم الصوفية»: كان فارها في العلم، متوسطا في الحلم، محمود السيرة، مجهود السريرة، جنيدي الطريقة، سرّيّ الحقيقة، أخذ مذهب الشافعي عن القفّال، والحصري، وغيرهما، وبرع في الأصول، وفي الفقه، وفي العربية، حتّى شدّت إليه الرحال في ذلك، ثم أخذ في العمل، وسلك طريق التصوف.
تعلم العربية وحصل علم الأصول وخرج إلى مرو وتفقه بها على الخضري وبرع في الفقه

## من كلامه
- من تواضع لأحد لأجل دنياه ذهب ثلثا دينه، لأنه خضع له بلسانه وأركانه، فإن اعتقد تعظيمه بقلبه أو خضع له به ذهب دينه كله.[6]
- وقال تكلم الناس في الفقر والغنى أيهما أفضل وعندي الأفضل أن يعطي الرجل كفايته ثم يصان فيه.[7]
- وقال في قوله تعالى (اذكروني أذكركم) [البقرة: 152] اذكروني وأنتم أحياء أذكركم وأنتم أموات تحت التراب، وقد تخلى عنكم الأقارب والأصحاب والأحباب.
- الساكت عن الحق شيطان أخرس.[8]

## وفاته
توفي في ذي الحجة سنة 405 هـ.
و قيل في سنة 412 هـ.